# Ейми Банкс
Ейми Банкс (родена в Мойкалън, Ирландия) е ирландска певица, избрана да представи страната си на детския песенен конкурс „Евровизия 2015“ в София.

## Биография и кариера
Тя е едно от трите деца в семейството. Учи в училище „Coláiste na Coiribe“. Мечтата ѝ е да стане следващата Мария Калас и да пее на световна сцена. Тя обича историята на Мария и това, с което е допринесла за класическата музика.
През 2015 година получава първа награда от международното певческо състезание „American Protege“ и ще има честта да излезе на сцената в „Карнеги Хол“ на 19 декември. Подсигурява си осем национални титли на престижен музикален фестивал, присъдена ѝ е наградата за цялостен вокалист на друг. Записва първия си албум „My Classical Spirit“, постъпленията от който дарява на дом за деца.

### Евровизия
Ейми е много щастлива, че получава възможността да представи страната си на известния европейски конкурс. Семейството на Ейми винаги се е наслаждавало на „Евровизия“, но самата тя никога не си е представяла да стане част от конкурса. Тя наистина желае всички да повярват в себе си и да не слушат онези, които се опитват да ги накарат да се почувстват зле. Не всеки харесва класическа музика и понякога може да изрече болезнени думи, но това е мечтата ѝ и тя вярва в нея, а именно заради нея представя Ирландия в българската столица.

## Любопитно
Може да пее на шест езика, а любима група ѝ е „Hometown“.